# Heptacarpus
Heptacarpus (лат.) — род морских настоящих креветок из семейства Thoridae надсемейства Alpheoidea подотряда Pleocyemata. Обитают в Тихом океане.
Прибрежные креветки, которых можно найти в приливных бассейнах, под доками, в зарослях водорослей или на прибрежном песчаном дне. Прибрежные креветки часто имеют маскировочную или расчленяющую окраску, такую как полосы, пятна, «седла» и другие отметины зеленого, коричневого, черного, желтовато-коричневого или белого цвета. Эти цветовые узоры обычно видны у взрослых самок, в то время как самцы часто полупрозрачны.
В морфологическом анализе Бауэр (1984) предположил, что виды Heptacarpus с коротким, высоким карапаксом, коротким рострумом и увеличенными первыми клешнями можно считать относительно «примитивными» по сравнению с более грацильными видами. Он считал, что количество эпиподов также важно в филогении, причем большее количество указывает на более предковую форму, но отметил, что количество эпиподов может варьировать в пределах вида или даже с разных сторон одной особи. Более «примитивные» виды живут в приливных бассейнах, а не в более глубоких местах. Он рассматривал потенциальные эффекты конвергентной эволюции и не пытался обозначить группы видов. Два из «видов», которые он сейчас рассматривал, известны как синонимы Heptacarpus sitchensis (Brandt, 1851). Эта работа может стать хорошей отправной точкой для дальнейшего филогенетического анализа.

## Классификация
На июль 2024 в состав рода включают 34 вида:
1. Heptacarpus acuticarinatus Komai & Ivanov, 2008
2. Heptacarpus brachydactylus (Rathbun, 1902)
3. Heptacarpus brevirostris (Dana, 1852)
4. Heptacarpus camtschaticus (Stimpson, 1860)
5. Heptacarpus carinatus Holmes, 1900
6. Heptacarpus commensalis Hayashi, 1979
7. Heptacarpus decorus (Rathbun, 1902)
8. Heptacarpus flexus (Rathbun, 1902)
9. Heptacarpus franciscanus (Schmitt, 1921)
10. Heptacarpus fuscimaculatus Wicksten, 1986
11. Heptacarpus futilirostris (Spence Bate, 1888)
12. Heptacarpus geniculatus (Stimpson, 1860)
13. Heptacarpus grebnitzkii (Rathbun, 1902)
14. Heptacarpus herdmani (Walker, 1898)
15. Heptacarpus igarashii Hayashi & Chiba, 1989
16. Heptacarpus jordani (Rathbun, 1902)
17. Heptacarpus kincaidi (Rathbun, 1902)
18. Heptacarpus longirostris (Kobjakova, 1936)
19. Heptacarpus maxillipes (Rathbun, 1902)
20. Heptacarpus minutus (Yokoya, 1930)
21. Heptacarpus moseri (Rathbun, 1902)
22. Heptacarpus palpator (Owen, 1839)
23. Heptacarpus paludicola Holmes, 1900
24. Heptacarpus pandaloides (Stimpson, 1860)
25. Heptacarpus pugettensis Jensen, 1983
26. Heptacarpus rectirostris (Stimpson, 1860)
27. Heptacarpus sadoi Komai, 2023
28. Heptacarpus sitchensis (Brandt, 1851)
29. Heptacarpus stimpsoni Holthuis, 1947
30. Heptacarpus stylus (Stimpson, 1864)
31. Heptacarpus taylori (Stimpson, 1857)
32. Heptacarpus tenuissimus Holmes, 1900
33. Heptacarpus tridens (Rathbun, 1902)
34. Heptacarpus yaldwyni Wicksten, 1984